# Збилютув
Збилютув (пол. Zbylutów, нім. Deutmannsdorf) — село в Польщі, у гміні Львувек-Шльонський Львувецького повіту Нижньосілезького воєводства.
Населення — 591 особа (2011).
У 1975-1998 роках село належало до Єленьоґурського воєводства.

## Демографія
Демографічна структура станом на 31 березня 2011 року:
|          | Загалом | Допрацездатний вік | Працездатний вік | Постпрацездатний вік |
| -------- | ------- | ------------------ | ---------------- | -------------------- |
| Чоловіки | 284     | 55                 | 198              | 31                   |
| Жінки    | 307     | 70                 | 175              | 62                   |
| Разом    | 591     | 125                | 373              | 93                   |